# 尿苷二磷酸
二磷酸尿苷（Uridine diphosphate，縮寫UDP）是一種核苷酸，是由焦磷酸（pyrophosphate）官能基加上五碳核糖及鹼基尿嘧啶。